# Villa la Rinchiostra
Villa la Rinchiostra si trova a Massa in via Mura della Rinchiostra Nord 7.

## Storia
L'edificio, nato come casino di caccia, venne trasformato in villa per volere di Teresa Pamphili, moglie di Carlo II Cybo-Malaspina, la quale affidò, nel 1675, l'incarico della realizzazione all'architetto carrarese Alessandro Bergamini. La villa fu circondata da un ampio giardino, suddiviso in aiuole di bosso, e ornato di fiori, essenze arboree e da un agrumeto composto di limoni, aranci amari, e cedrini. 
Alderano I, figlio di Teresa Pamphili, trasformò la villa in una sontuosa dimora e impreziosì il giardino ornandolo con vialetti geometrici, vasi, statue e busti marmorei. La prima mappa catastale del 1826 mostra il giardino strutturato in quattro aiuole incrociate da viali ortogonali, in cui al centro si colloca una grande vasca. Dal parterre semicircolare antistante la villa, si dipartono lateralmente due percorsi che portano rispettivamente alle scuderie ed all'ingresso della tenuta. Si presuppone che questo schema coincidesse con quello voluto da Alderano I. Intorno alla metà del XVIII secolo iniziò il periodo d'abbandono della villa. Dopo una serie di passaggi di proprietà, il possedimento fu ceduto, nel 1857, a Carlo Lodovico di Borbone, il quale rese splendore alla Rinchiostra ripristinando la villa e facendo risorgere il parco con interventi ispirati al giardino romantico ottocentesco. 
Nel 1885 la villa fu venduta all'inglese Alfred Lambert, il quale introdusse ulteriori componenti del giardino romantico ottocentesco. Nel 1903 la Rinchiostra pervenne alla famiglia Robson, la quale si occupò più del parco che della villa, impiantando agrumi a spalliera, camelie, e rose bianche. La grande vasca centrale venne sostituita da quattro vasche più piccole poste al centro delle aiuole suddivise in triangoli. Dopo i Robson nessun'altra famiglia ha abitato la villa dei Cybo. Per alcuni anni, fino al 2004, la villa, che dal 1997 appartiene al Comune di Massa, è stata sede della biblioteca comunale e dal 2012 sede della Scuola Comunale di Musica gestita dall'Associazione Musicale Massese fin dal 1982. Il parco ha perso buona parte del disegno della struttura originaria, solo due delle quattro vasche, disegnate nella mappa dell'archivio privato dei Robson, sono oggi visibili e solo una delle due metà simmetriche dell'antico disegno è giunta ai nostri giorni. Imponenti alberi caratterizzano questo parco: i maestosi lecci del viale centrale, gli spettacolari cedri del Libano, le gigantesche magnolie, gli esotici alberi della canfora, gli eucalipti e le palme. Da segnalare anche i numerosi esemplari, lungo il muro di cinta, di aranci amari, piante che da secoli caratterizzano la città di Massa.